# Estación de Antequera
Antequera, también conocida como Antequera-Ciudad, es una estación ferroviaria situada en el municipio español de Antequera, en la provincia de Málaga, comunidad autónoma de Andalucía. Actualmente está clausurada al tráfico y no presta servicio.

## Situación ferroviaria
Se encuentra situada en el punto kilométrico 16 de la línea férrea de ancho ibérico Fuente de Piedra-Bifurcación Riofrío, a 463 metros de altitud sobre el nivel del mar.

## Historia
La estación fue abierta al tráfico el 20 de agosto de 1865 con la apertura del tramo Bobadilla-Antequera de la línea que pretendía unir la primera con Granada. Las obras corrieron a cargo de la Compañía del Ferrocarril de Córdoba a Málaga que no logró completar el recorrido de la línea en tu totalidad hasta 1874 debido a la complicada orografía por la cual discurría el trazado. En 1877, la línea pasó a manos de la Compañía de los Ferrocarriles Andaluces. Dicha empresa gestionó la estación hasta la nacionalización del ferrocarril en España en 1941 y la creación de RENFE.
En enero de 2005 el ente Adif pasó a ser el titular de las instalaciones. En 2015 la estación fue clausurada, coincidiendo con el cierre al tráfico de la línea Bobadilla-Granada por las obras de construcción de la nueva LAV Antequera-Granada.